# 在仏アメリカ空軍
在仏アメリカ空軍（ざいふつアメリカくうぐん、United States Air Force in France）は、1951年から1966年の間、フランスに駐留していたアメリカ軍（アメリカ空軍）である。

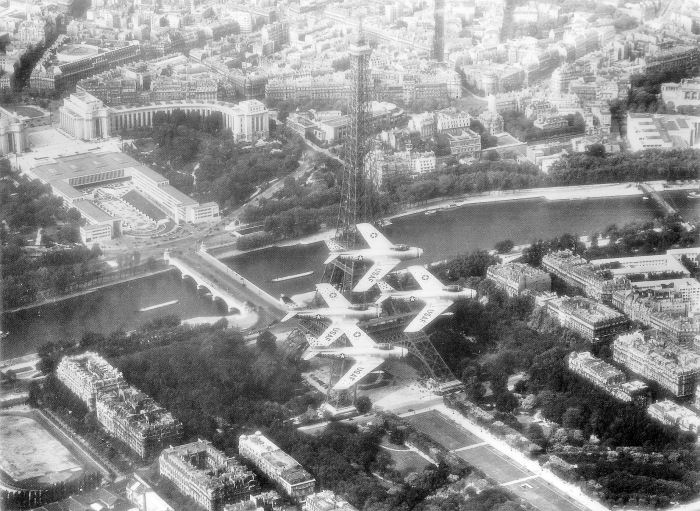
パリの上空を飛行しているアメリカ空軍（スカイブレイザーズ）

## 概要
冷戦初期、フランス国内にはアメリカ軍（アメリカ欧州軍）の駐留を許可していた。それと同時にアメリカ軍はイギリス（在英アメリカ空軍）やドイツ、イタリア、オランダなどに現在も駐留している。
1966年に撤退した。

## 基地一覧

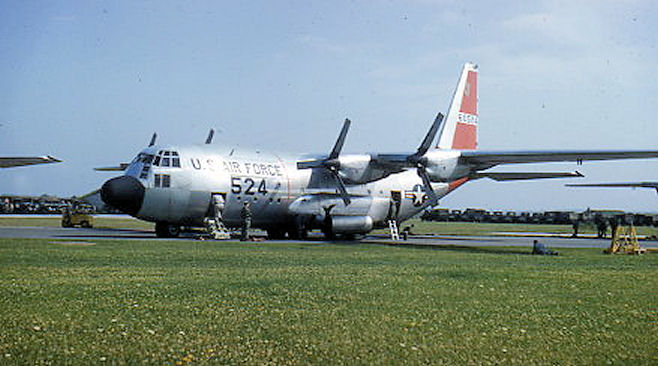
エヴルー＝フォヴィル空軍基地にいるアメリカ空軍